# Tactical Data Link

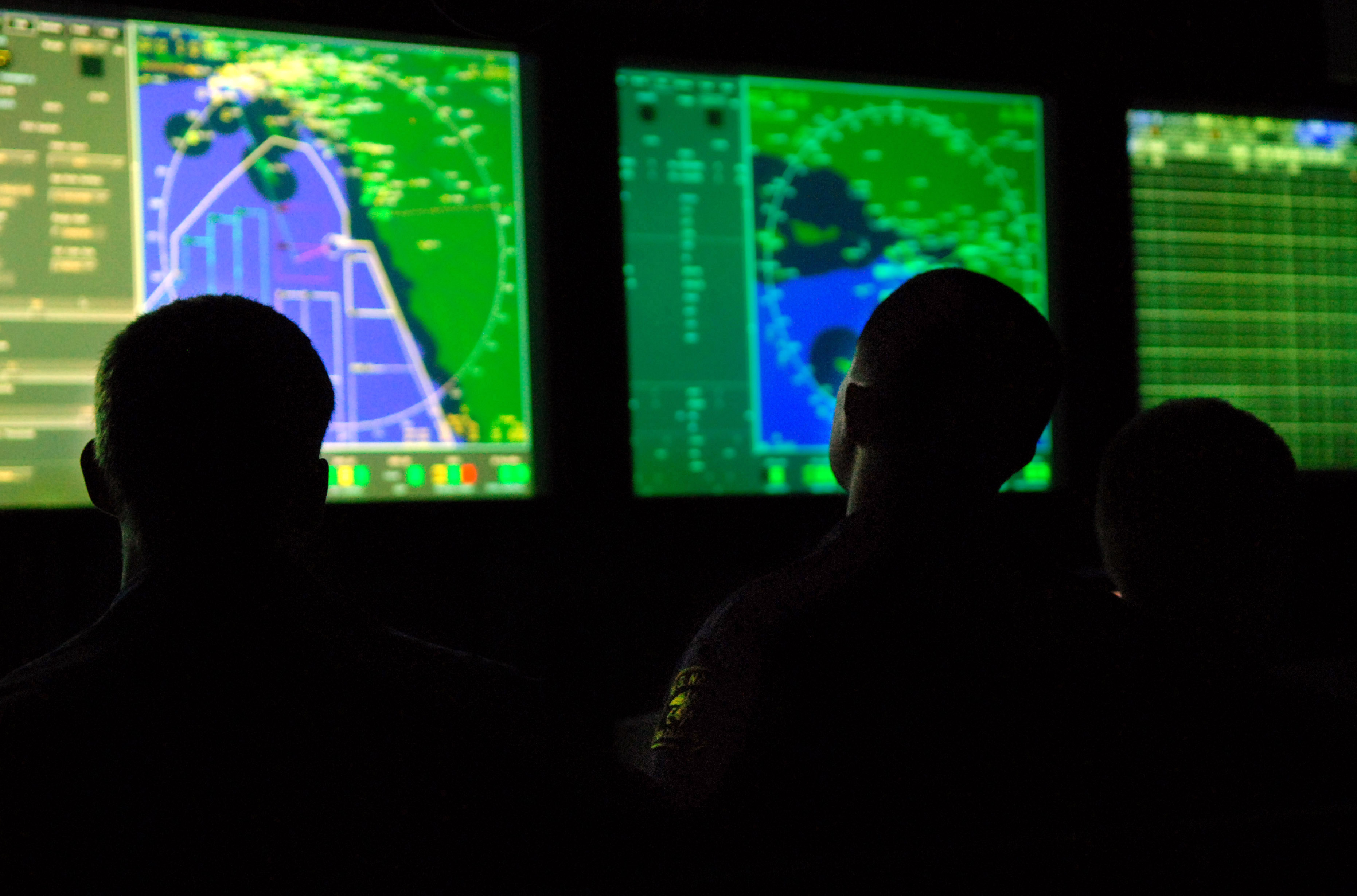
Sala operativa della portaerei
USS Ronald Reagan (CVN-76)

Un Tactical Data Link (termine inglese per Data Link tattico), noto anche come TDL, utilizza un protocollo digitale di trasmissione dati (datalink) standardizzato in ambito militare (secondo norme MIL-STD in USA o STANAG in ambito NATO), per fornire comunicazioni via radio o cavo, preferibilmente in modo sicuro (non intercettabile). Vari tipi di Data Link tattici sono stati usati (o lo sono tuttora) dalle forze armate statunitensi ed in ambito NATO.
Tutti i sistemi militari di Comando e Controllo (C2), anche non appartenenti alle nazioni del blocco occidentale, utilizzano TDL standardizzati per trasmettere, rilanciare e ricevere dati tattici (relativi alla situazione delle forze in campo, sia amiche che ostili).
Il termine Multi-TDL Network - MTN (Rete Multi-TDL) si riferisce a reti di TDL simili o differenti, integrate tramite apparati gateway, traduttori e correlatori, per mettere insieme un quadro operativo comune dei dati riferiti all'ambiente aereo, marino e terrestre.

## Premesse

### Storia
Storicamente, le comunicazioni di comando e controllo sono state eseguite tramite circuiti voce, non resistenti alle contromisure elettroniche (ECM) e non sicuri. In un ambiente senza attività ostili di Guerra Elettronica (EW), i messaggi di comando e controllo possono essere trasmessi in questo modo con successo e possono trasportare utili informazioni di stato, se il numero di partecipanti a queste attività è limitato.
Tuttavia, è impossibile per tutti i partecipanti a tale sistema avere le stesse informazioni di sorveglianza sulle quali agire, a causa della grande quantità di dati coinvolta, in continuo cambiamento.
I data link tattici digitali si sono evoluti proprio per far fronte alle grandi quantità di dati coinvolti nell'attività di sorveglianza. Alcuni di questi sono stati incorporati nei sistemi C2 esistenti, diventando uno standard per le forze NATO.

### Necessità tattiche
Per lungo tempo c'è stato bisogno di sistemi di comunicazione interoperabili per gli aerei da combattimento. Fino ad ora, la maggior parte dei caccia degli Stati Uniti e degli alleati della NATO comunicava utilizzando radio analogiche non sicure che forniscono solo comunicazioni vocali interattive. Ciò limitava fortemente la capacità dei partner della coalizione di condividere in modo affidabile un'ampia gamma di dati di combattimento, oltre alla voce, su una rete di comunicazioni sicura e resistente ai disturbi.
I sistemi di comunicazione che includono le funzionalità TDL offrono una soluzione a breve termine per lo scambio di dati digitali su una rete comune che viene continuamente e automaticamente aggiornata. Precise informazioni quantitative (dati) possono essere inviate più velocemente e in modo più affidabile tramite comunicazioni digitali dirette (cioè da computer a computer).
Inoltre, i messaggi di testo necessitano solo di una piccola parte delle risorse di comunicazione richieste dai messaggi vocali interattivi e possono anche essere forniti in modo molto più affidabile rispetto alla voce in condizioni di combattimento ad alto stress. Inoltre, la modulazione digitale - dove l'informazione (voce o dati) viene trasmessa come una sequenza di simboli discreti, ognuno dei quali rappresenta un piccolo numero di bit (la voce deve essere convertita in un flusso digitale, un processo che viene eseguito da un vocoder) - offre molti vantaggi rispetto alla modulazione analogica. Quattro di questi sono particolarmente importanti: 
1. la capacità di inviare dati, non solo voce;
2. la capacità di crittografare la voce o i dati (anche la voce analogica può essere criptata, ma questa tecnica è molto meno sicura della crittografia della voce digitale e tende anche a degradare l'intelligibilità);
3. l'uso della codifica di rilevamento e correzione degli errori, che aumenta l'affidabilità e la qualità della trasmissione su canali interessati da rumore, interferenze o attenuazione;
4. a seconda dello schema di modulazione digitale utilizzato, un TDL digitale fornisce un mezzo per distribuire l'energia trasmessa in modi che possono nascondere il segnale per fornire bassa probabilità di rilevamento o resistenza al disturbo.

### Evoluzione: dal Link 1 al Link 22
Nell'evoluzione dei Data Link tattici si distinguono due generazioni principali:

- i datalink di prima generazione (Link 1, Link 4, Link 11, Link 11B, Link 14) sono stati sviluppati su computer a 8 bit, negli anni '50 e '60, con funzionalità limitate e basse velocità di trasmissione dati (600 - 2400 bit/s).

- i datalink di seconda generazione (Link 16, Link 22 e Link J-over-IP) sono stati sviluppati su computer a 16 bit, negli anni '70 e '80, sono multifunzionali e funzionano a velocità di trasmissione dati più elevate (2400 bit/s Mbit/s)[2]

L'obiettivo finale è quello di assemblare tutti i vari link in una rete tattica multistrato che funziona come una singola rete logica, costituendo il mezzo di riferimento per la trasmissione di dati tattici nella Global Information Grid (“griglia informativa globale”), un concetto sviluppato nel quadro della Network-centric Warfare (NCW)

### Sistemi TADIL J / JTIDS e LINK 16

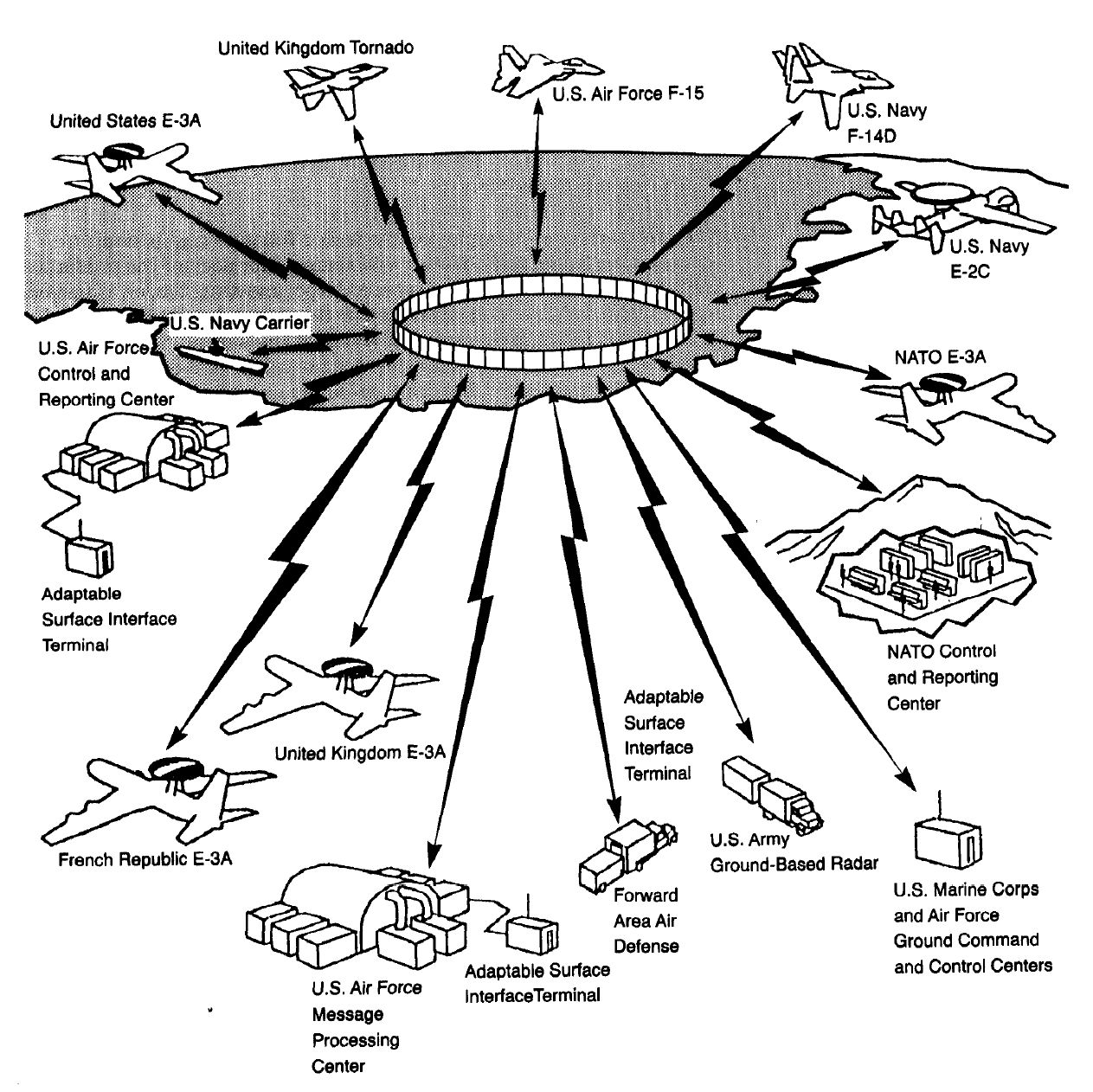
Scenario di impiego del sistema JTIDS

Diversi sistemi di comunicazione sono stati sviluppati nel corso degli anni per supportare le comunicazioni TDL o lo scambio di dati quasi in tempo reale tra sistemi di dati tattici. Ciascuno di tali sistemi è specificato da caratteristiche hardware/software (ad esempio forma d'onda, modulazione, velocità di trasmissione dati, mezzi di trasmissione, ecc.), nonché da standard di messaggi e protocolli.
Il sistema più recente è il sistema JTIDS/TADIL J, che viene comunemente chiamato Link 16. Il Link 16 è una rete di collegamento dati tattici digitali crittografata, resistente ai disturbi (jamming) e senza nodi (nodeless), creata da terminali di comunicazione compatibili con lo standard JTIDS - Joint Tactical Information Distribution System - "Sistema condiviso di distribuzione delle informazioni tattiche" (quindi, in cooperazione fra Aviazione e Marina USA, che in precedenza adottavano sistemi incompatibili fra di loro), cioè che trasmettono e ricevono messaggi di dati appartenenti al catalogo TADIL J.
Gli standard e la tecnologia di comunicazione dati Link 16 sono stati sviluppati nel programma statunitense JTIDS, iniziato nel 1975. I primi terminali JTIDS (o Class 1 Terminal) erano grandi e furono installati solo su aerei AWACS e strutture di controllo a terra USA, britanniche e NATO. In seguito sono stati anche sviluppati terminali JTIDS più piccoli (Class 2 Terminal). Tuttavia, a causa dei loro costi elevati, di grandi dimensioni e di problemi di affidabilità, solo un numero limitato di tali terminali è stato acquistato per equipaggiare i caccia USA - in particolare, gli F-14D della Marina ed un singolo squadrone di F-15C dell'Air Force statunitense. Il programma MIDS - Multifunctional Information Distribution System (sistema multifunzionale di distribuzione dell'informazione) è stato creato per installare terminali Link 16 piccoli e leggeri sugli aerei da combattimento degli Stati Uniti e degli alleati partecipanti.
Il MIDS è un importante programma internazionale guidato dagli Stati Uniti, in particolare dalla US Navy, ed ha come responsabili, secondo un accordo internazionale, ufficiali sia USA che della NATO (i paesi che finanziano lo sviluppo di MIDS sono Stati Uniti, Francia, Germania, Italia e Spagna). Con i terminali Low Volume Terminal (LVT) e Fighter Data Link (FDL), i due terminali in fase di sviluppo e acquisizione nell'ambito del programma MIDS, le reti di comunicazione Link 16 comprenderanno tutte le risorse aeree critiche coinvolte nel combattimento aereo, compresi i velivoli USA F-15, F-16 e F/A-18 e caccia degli alleati della NATO, come l'EF-2000 Typhoon o il Rafale.

### Vantaggi del Link 16

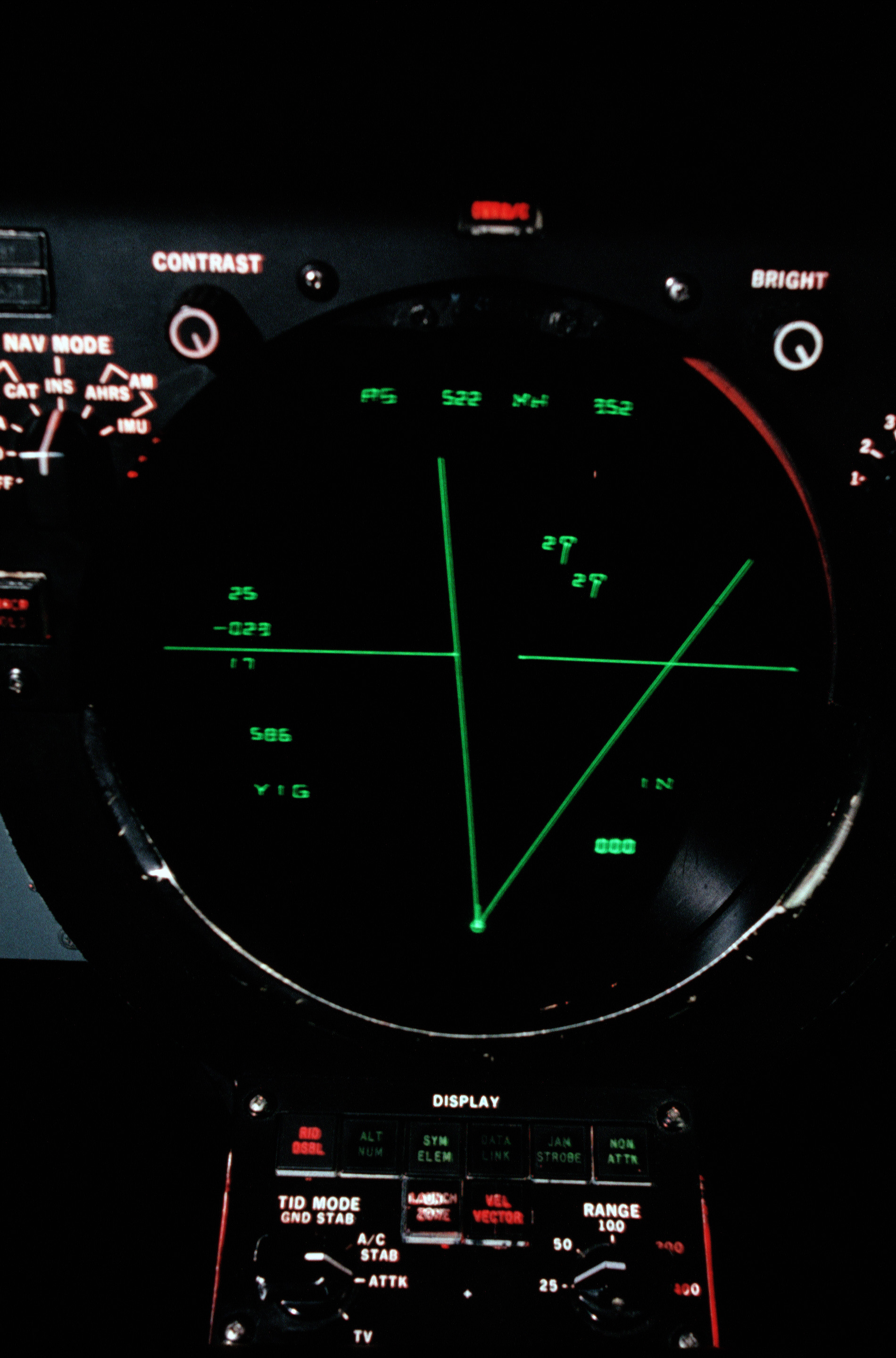
Display di un F-14 Tomcat con i dati della situazione tattica

I terminali del programma MIDS collegheranno i caccia ai centri di Comando e Controllo aviotrasportati, in mare ed a terra, ed a centri ISR - Intelligence, Surveillance and Reconnaissance (intelligence, sorveglianza e ricognizione). Il Link 16 può fornire un'ampia gamma di informazioni sul combattimento quasi in tempo reale agli aerei da combattimento ed ai centri C2. Le informazioni visualizzate includono un'immagine tattica integrata con le posizioni sia degli aerei amici che di quelli ostili, dati di situational awareness in generale ed amplificazione dei dati su bersagli aerei e terrestri, comprese le minacce alla difesa aerea.
Ciò contribuirà al controllo integrato dei caccia da parte di controllori basati a terra o a bordo, di aumentare notevolmente la situational awareness dei piloti sia per ingaggiare gli obiettivi designati dai controllori che per evitare minacce, aumentando così l'efficacia delle missioni e riducendo gli incidenti per fuoco amico e gli attriti fra alleati.
La trasmissione dei dati delle tracce radar, aree di interesse, piani di volo, ecc. consentiti dal MIDS / Link 16 significa che ogni unità partecipante (JU – Joint Unit) può crearsi un'immagine tattica in tempo reale dell'area operativa, che può essere compilata da:
- Dati riportati da altri partecipanti alla rete sulla loro posizione, velocità, altezza, ecc.
- Tracce dai sensori di altri partecipanti alla rete, validate dai centri di Comando e Controllo.
- Obiettivi derivati da sensori passivi (ad esempio di guerra elettronica).
- Caratteristiche geografiche, come rotte sicure, zone di ingaggio missili, ecc.

Il grande vantaggio di tale immagine è quello di poter fornire al personale coinvolto nell'azione (piloti, addetti al Comando e Controllo, ufficiali responsabili) un quadro generale di tutta la situazione tattica dell’ambiente circostante, compreso ciò che è lontano, sopra o sotto e comunque al di fuori del loro campo visivo o del campo d'azione dei propri sensori.

## Gli standard TDL in ambito USA e NATO

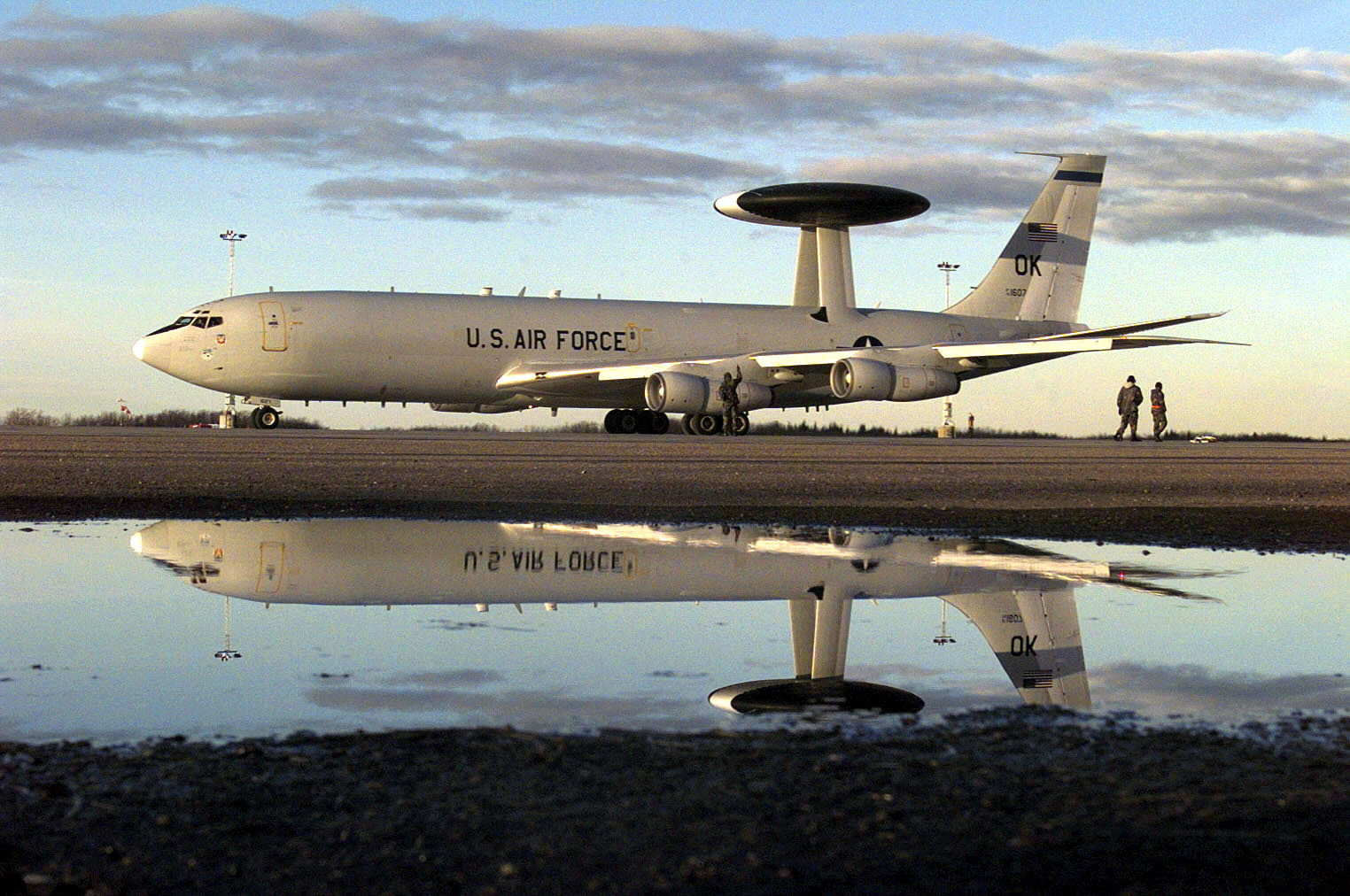
Un Boeing E-3C AWACS, piattaforma C3 che fa ampio uso di Data Link tattici

### Caratteristiche dei Data Link tattici
Tutti i TDL sono caratterizzati da propri formati standardizzati, sia per quanto riguarda le modalità trasmissive che i messaggi scambiati fra le entità (piattaforme) che vi prendono parte.
Questi sono usualmente scritti nella notazione: <kbd><Message Format>/<Transmission Format></kbd> (<kbd><Formato del Messaggio>/<Formato della Trasmissione></kbd>.)

### Cambio di terminologia
Il termine originale (in ambito USA, dove sono stati sviluppati i primi TDL) "Tactical Digital Information Link" (TADIL) è stato dichiarato obsoleto (su impulso dell’agenzia governativa USA Defense Information Systems Agency - DISA) ed al suo posto, anche in ambito internazionale, viene utilizzato più comunemente il termine "Tactical Data Link" (TDL).

### Standard dei TDL in ambito NATO
In ambito NATO la standardizzazione dei Data Link tattici è sviluppata dal Data Link Working Group (DLWG) (Gruppo di lavoro dei Data Link) dell'Information Systems Sub-Committee (ISSC) (Sotto-comitato dei Sistemi Informativi) in accordo con l’appropriato documento STANAG (Standardization Agreement - in inglese: «accordo sulle norme»).
In passato, la quasi totalità della documentazione tecnica al riguardo era strettamente classificata, mentre negli ultimi anni molta è stata resa pubblica.

### Tavola sinottica dei Data Link tattici
La tabella seguente fornisce un quadro riassuntivo dei TDL, con i documenti di riferimento, il titolo, l'uso, la descrizione, i messaggi scambiati ed altre informazioni in merito.
| Link N°      | STANAG               | Titolo provvisorio | Titolo definitivo / descrizione | Tipo di comunicazione | Generazione                                                   | Note |
| ------------ | -------------------- | --- | --- | --------------------- | ------------------------------------------------------------- | --- |
| 1            | 5501                 | NATO data link between Air Defence Main Control Centres Data Link NATO fra i principali centri di controllo della difesa aerea | Link 1 - Tactical Data Exchange for Air Defence Link 1 - scambio di dati tattici per difesa aerea                                                                               | punto-punto           | 1st S–Series (1a - serie S)                                   | Link terrestre fra entità del sistema integrato di difesa aerea NATO (NATO Integrated Air Defense System - NADGE) limitato e non sicuro                                                               |
| 2            |                      | Radar to Control Centre Data Link Data Link dai radar ai centri di controllo | |                       | 1st (1a)                                                      | Cancellato (incluso nel Link 1) |
| 3            |                      | Control Centre to higher HQ Data Links Data Link dai centri di controllo a centri di comando superiori | SHOC Early Warning System Sistema SHOC di allarme precoce | punto-punto           | 1st (1a)                                                      | Link di allarme a bassa velocità dai centri di valutazione al Comando supremo europeo NATO (Supreme Headquarters Allied Powers Europe – SHAPE)                                                        |
| 4            | 5504                 | Ground to Air Data Link Data Link da terra ad aerei in volo | Link 4 - TDL for the Control of Military aircraft Link 4 – TDL di controllo di aerei militari                                                                                   | punto-punto           | 1st C/R–Series (1a - serie C/R)                               | Compatibile con il TDL USA TADIL-C per l’utilizzo in ambito NATO (banda radio UHF 225-400 MHz) |
| 5            |                      | Fast HF Automatic Link Link automatico veloce in alta frequenza (HF) | Broadcast Punto-multipunto (solo diffusione) |                       | 1st (1a)                                                      | Cancellato (vedere Link 11) |
| 6            | 5506 - (Draft) Bozza | Missile Base to Control Centre Link Link da base missilistica a centro di controllo | Link 6 – (NADGE Link) SAM Automatic Data Link Link-6 - Data Link automatico per missili superficie-aria (SAM)                                                                   | punto-punto           | 1st (1a)                                                      | Bozza STANAG (US MBDL, ATDL–1, PADIL) |
| 7            | 5507 - (Draft) Bozza | ATC / Defence Link Link di controllo del traffico aereo (Air Traffic Control – ATC) / difesa | Link 7 – TDL for ATC Link 7 – TDL per ATC | punto-punto           | 1st (1a)                                                      | |
| 8            |                      | HF Automatic Link Link automatico HF (Alta Frequenza) | | punto-multipunto      | 1st (1a)                                                      | Cancellato (vedere Link 1) |
| 9            |                      | SOC / Airbase Link Link comando operazioni speciali (Special Operations Command – SOC) / base aerea | | punto-multipunto      | 1st (1a)                                                      | |
| 10           | 5510                 | Ship – Ship Link Link nave-nave | Link 10 – Maritime Tactical Data Exchange Link 10 – scambio dati tattici navali                                                                                                 | punto-multipunto      | 2nd - M–Series (2a - Serie M)                                 | STANAG cancellato (fu usato da BE, NL ed UK) |
| 11           | 5511                 | Fast HF Automatic Link Link automatico veloce HF (Alta Frequenza) | Link 11 – Maritime Tactical Data Exchange Link 11 – scambio dati tattici navali                                                                                                 | punto-multipunto      | 2nd - M–Series (2a - Serie M)                                 | Compatibile con il link USA TADIL-A per essere utilizzato nelle bande radio HF e UHF NATO |
| 11B          | 5511 (Vol. II)       | | Link 11B – Maritime Tactical Data Exchange Link 11B – scambio dati tattici navali                                                                                               | punto-multipunto      | 2nd - M–Series (2a - Serie M)                                 | Compatibile con il TDL USA fra stazioni di terra TADIL-B |
| 12           |                      | Fast HF Automatic Link Link automatico veloce HF (Alta Frequenza) | |                       |                                                               | Cancellato (vedere Link 11) |
| 13           |                      | HF Automatic Link Link automatico HF (Alta Frequenza) | | punto-multipunto      |                                                               | Cancellato (vedere Link 11) |
| 14           | 5514                 | Slow Semi–Automatic Link Link lento semiautomatico | Link 14 – Maritime TDL Link 14 – TDL navale | punto-multipunto      | 1st - D/M/S/E–Series (1a - Serie D/M/S/E)                     | Nave-nave e nave-terra (solo poche applicazioni) |
| 15           |                      | Slow Semi–Automatic Link Link lento semiautomatico | |                       |                                                               | Nave-nave, cancellato |
| 16           | 5516                 | High Capacity, ECM Resistant, Multifunctional, TDMA Link Link ad alta capacità, resistente alle contromisure elettroniche (ECM), multifunzionale                                                                                                 | Link 16 – ECM Resistant Tactical Data Exchange Link 16 – scambio dati tattici a prova di ECM                                                                                    | punto-multipunto      | 3rd - J–Series (3a - Serie J)                                 | Compatibile con il TDL USA TADIL-J (STANAG 4175 – caratteristiche tecniche del sistema multifunzionale di distribuzione dell’informazione - MIDS)                                                     |
| 21           | 5521 (Draft)         | Link in support of ACCS Link a supporto del sistema C3 aereo (Air Command and Control System - ACCS) | | punto-punto           | 3rd - J–Series (3a - Serie J)                                 | In sviluppo (progettato per sostituire i Link 1 e 11B) |
| 22           | 5522 (Draft)         | NATO Improved Link 11 – (NILE) Link 11 NATO migliorato (Nato Improved Link Eleven) | Link 22 |                       | 3rd - J–Series (3a - Serie J)                                 | In sviluppo (progettato per sostituire il Link 11) |
|              | 5601                 | Standard for Interface of Data Links 1, 11, 11B, and 14 through a buffer Standard di interfacciamento dei TDL 1, 11, 11B e 14 tramite un buffer                                                                                                  | |                       |                                                               | Vedere ADatP-11 (Allied DATa processing Publication) |
|              | 5602                 | Standard Interface for Multiple Platform Link Evaluation (SIMPLE) Interfaccia standard per la valutazione di link multipiattaforma (SIMPLE) | |                       |                                                               | Strumento di simulazione – permette la trasmissione di messaggi serie J (TADIL-J) su protocolli basati su IP                                                                                          |
| MIL-STD-6020 | 5616                 | Standard for data forwarding between tactical data systems employing Links 11/11B and tactical data systems employing Link 16 Standard di interfaccia fra sistemi di dati tattici che impiegano i link 11/11B e sistemi che impiegano il Link 16 | MIL-STD-6020, DoD Interoperability Standard: Data Forwarding between TDLs MIL-STD-6020, standard di interoperabilità del ministero della difesa (DoD): interfaccia dati fra TDL |                       |                                                               | |
| IJMS         |                      | ECM Resistant Communication System (ERCS) Sistema di comunicazione a prova di ECM | IJMS – Interim JTIDS/MIDSMessage Specification IJMS – specifica temporanea di messaggi JTIDS/MIDS                                                                               | punto-multipunto      | 2nd - M–Series (2a - Serie M)                                 | Standard di TDL temporaneo, da rimpiazzare con il Link 16 |
| SADL         |                      | Situational Awareness Data Link TDL di consapevolezza situazionale | SADL – Situational Awareness Data Link SADL - TDL di consapevolezza situazionale                                                                                                | punto-multipunto      | 1st - K-Series 2nd - K/J–Series (1a - Serie K 2a - Serie K/J) | TDL adottato dal sistema migliorato di riporto di posizione (Enhanced Position Location Reporting System – EPLRS) per fornire agli A-10 ed F-16 capacità di comunicazione TDL aria-terra ed aria-aria |

### Sistemi di TDL attualmente in uso nella NATO
Il termine "Data Link" si riferisce a tutte le tecnologie, pacchetti di applicazioni e messaggi utilizzati nel sistema di comunicazione, mentre il termine militare "Data Link tattico" (TDL) rappresenta i data link utilizzati come supporto nelle azioni militari.
I TDM conosciuti sono stati progettati in base a standard specifici come Link 1, Link 4, Link 11, Link 14, Link 16 o Link 22.
Ciascuno di essi è stato sviluppato per specifici requisiti di comunicazione militare, come illustrato nella tabella seguente.
Alcuni di questi sono obsoleti, ma ancora in uso (ad esempio Link 1). Al contrario, Link 16 e Link 22 sono le reti di collegamento dati tattiche più recenti e avanzate.
| Nome Link | Utilizzatori                        | Applicazioni |
| --------- | ----------------------------------- | --- |
| Link 1    | Situazione aerea                    | Interfaccia con altre reti (controllo aereo/difesa aerea) con sistemi mobili e con il gruppo di utenti primari |
| Link 11   | Controllo marittimo Controllo aereo | Fornisce lo scambio di tracce radar per creazione di quadri tattici e trasmissione di ordini relativi al C2 |
| Link 11B  | Difesa aerea                        | Scambio di informazioni tattiche tra sistemi d'arma a terra, C2 e sistemi di sorveglianza e le Participating Unit della rete Link 11 |
| Link 16   | Unificati                           | Collegamento dati digitale ad alta velocità, senza un punto nodale (hub), che include Electronic Protective Measures – EPM (“misure elettroniche protettive”) per l'ingaggio di un ambiente di combattimento multiplo (combattimento terrestre, navale e aereo)                       |
| Link 22   | Unificati                           | Collegamento dati digitale ad alta velocità, progettato per garantire la connettività oltre la visibilità diretta (Beyond Line Of Sight – BLOS), utilizzando un’architettura Distributed Time Division Multiple Access (DTDMA) (“divisione di tempi distribuita ad accesso multiplo”) |

## Uso dei Data Link in Russia

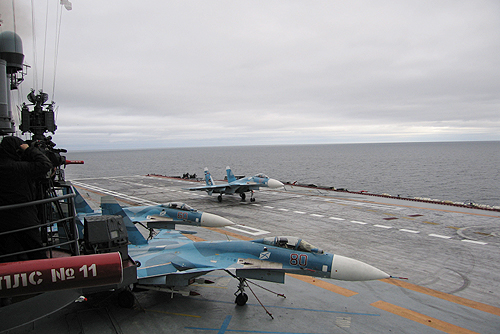
Alcuni Su-33, caccia imbarcati russi con capacità TDL

### Analisi occidentali delle capacità di networking russe
Si è discusso a lungo delle capacità dell'ex "blocco sovietico" nel campo delle tecnologie avanzate nel campo dell'aeronautica militare. Un articolo del 2008 di un osservatore australiano rileva che fra gli analisti occidentali esistono sostanzialmente due posizioni contrastanti:
- il "modello asimmetrico" per la guerra aerea, che presuppone che le nazioni occidentali abbiano un vantaggio unilaterale in combattimento conferito dal possesso di piattaforme AWACS/AEW&C e di TDL, che si suppone uniformemente non essere una capacità gestibile in futuro da un qualsiasi potenziale avversario. Su questa base, si presume quindi che gli aerei da combattimento occidentali possano anche avere prestazioni ridotte, in quanto il loro ruolo nel combattimento aereo sarà principalmente soltanto quello di un lanciamissili remotamente controllato dal C2, per sparare da lunga distanza contro gli aerei da combattimento ostili, oltre il raggio di combattimento visivo. Poiché si presume che l'avversario rimanga sempre ottuso e non abbia in funzione né AWACS/AEW&C né networking (fornita dai TDL), né sia quindi in grado di comprendere il quadro situazionale complessivo; si presume che nella maggior parte dei casi un caccia occidentale possa prevalere, pur avendo basse prestazioni. Il miglior esempio regionale di questa filosofia in pratica è il Canberra DoD (il Ministero della Difesa australiano) che ha elevato le basse prestazioni degli F/A-18F e del JSF al di sopra di quelle dell'F-22A Raptor usando come giustificazione il "modello asimmetrico".
- il "modello simmetrico" del futuro combattimento aereo: è una visione molto più prudente, che presuppone che tutte le più importanti forze aeree possederanno e gestiranno in modo competente sia AWACS/AEW&C che networking, e dispiegheranno anche di jammer a terra e missili counter-ISR ("anti unità C2: Intelligence Surveillance Reconnaissance") a lungo raggio, per minacciare anche da lunga distanza tutti i velivoli con funzionalità di questo tipo. I sostenitori più rilevanti del "modello simmetrico" sono all'interno della US Air Force, che ha investito molto nelle capacità estremamente stealth e di supercrociera dell'F-22A Raptor proprio per poter penetrare velocemente e profondamente nello spazio aereo nemico e neutralizzare l'unità AWACS/AEW&C dell'avversario, nonché altre unità sia ISR che anti-ISR.

In pratica, viste le informazioni disponibili, possiamo aspettarci che il "modello simmetrico" sarà valido per tutto il campo di battaglia, con entrambe le parti degli schieramenti che si bloccano reciprocamente, utilizzando le proprie capacità ISR e TDL, mirando a abbattere le rispettive piattaforme ISR (i rispettivi centri nevralgici). È del tutto possibile che in alcuni conflitti l'attrito o l'alto rischio di logoramento delle piattaforme ISR possano costringere entrambe le parti a ritirarle piuttosto che a perderle, lasciando i caccia a difendersi da soli e ricreando così un ambiente non dissimile da quello delle battaglie aeree degli anni '40 del XX secolo.

### Utilizzo dei Data Link in Russia e Paesi satelliti
In un forum del 2004 su questo tema, si parla di informazioni da poco declassificate a proposito di un Data Link tattico sicuro chiamato Spektr installato sui Mig-31 e sui Su-27, che permetteva la condivisione dati fra più aerei.
Ancora secondo Kopp, dopo gli anni '80, i russi sono stati a lungo utilizzatori di Data Link digitali, principalmente per il supporto dei Ground Controlled Interceptors - GCI ("intercettori guidati da terra") ed il supporto di intercettori da parte degli AWACS. Durante gli anni '90 hanno investito molto nella tecnologia della trasmissione dati in volo destinata a gestire missioni di caccia interconnessi, ed il sistema TKS-2 attualmente esportato sui Flankers fornisce la capacità di condividere i dati dei sensori tra più aeromobili. I russi stanno offrendo un equivalente al sistema JTIDS/Link 16 sui loro ultimi caccia. Il vantaggio che gli Stati Uniti e l'UE mantengono in questa tecnologia è principalmente nella maturità dei progetti di software e protocolli, una lacuna che non durerà a lungo.
Alla fine del 2017 è previsto che sui più recenti caccia russi Sukhoi Su-35 e Su-27SM3 venga implementato il "Postscriptum", un Data Link tattico con funzionalità di tipo Link 16 (scambio dati fra i caccia ed il C2), che rimpiazzerà il precedente Data Link S-108 del Su-35, ed i più antiquati TKS-1 (risalente agli anni '80) e TKS-2 (integrato sul MiG-31 ed il Su-27, anche nella versione imbarcata Su-33 per la Marina Russa).

## Altri standard utilizzati nel mondo
- Il TDL HN-900, sviluppato in Cina, sarà l’equivalente del Link 11[12].
- Il JSIDLS - Joint Service Integrated Data Link System (sistema integrato di data link unificato), anche questo sviluppato in Cina, sarà l’equivalente del Link 16 per la Marina cinese[13].